# Cantone di Landerneau
Il Cantone di Landerneau è una divisione amministrativa dell'arrondissement di Brest.
A seguito della riforma approvata con decreto del 13 febbraio 2014, che ha avuto attuazione dopo le elezioni dipartimentali del 2015, è passato da 8 a 9 comuni.

## Composizione
Gli 8 comuni facenti parte prima della riforma del 2014 erano:
- Dirinon
- La Forest-Landerneau
- Landerneau
- Pencran
- Plouédern
- Saint-Divy
- Saint-Thonan
- Trémaouézan

Dal 2015 i comuni appartenenti al cantone sono i seguenti 9:
- La Forest-Landerneau
- Landerneau
- Lanneuffret
- Pencran
- Plouédern
- La Roche-Maurice
- Saint-Divy
- Saint-Thonan
- Trémaouézan